# Балакирев, Михаил
Михаил Балакирев (1928 — 14 декабря 1941) — юный герой-пионер Великой Отечественной войны, зверски замучен и расстрелян немцами в Клину в декабре 1941 года.

## Биография
Родился в 1928 году в городе Клин, ныне Московской области. До вторжения немецко-фашистских войск на территорию Советского Союза Балакирев успел завершить обучение в 5 классе железнодорожной школы города Клина.
Три холодные осенне-зимние недели пока длилась оккупация города Клина, здесь действовала подпольная организация советских пионеров. Мальчишки всячески вредили захватчикам, тащили гранаты, патроны, сумели забрать даже два пулемёта MG-13. Организацию возглавил 13-летний Миша Балакирев.
В ночь на 14 декабря 1941 года, когда Красная Армия была уже рядом и освобождала ближайшие населённые пункты, Михаил вместе со сверстниками продолжал диверсии. Когда в очередной раз он подсовывал в немецкую ленту тротиловые патроны, его заметили и схватили. Он был зверски избит и замучен, но признания от него получены не были. Утром немцы вывели его за сарай и расстреляли.
Городской комитет партии по рассказам очевидцев составил акт, в котором отразил следующее:
```
"... Миша Балакирев собирал оружие, организовывал пионеров на борьбу с оккупантами. При отступлении немцы схватили Мишу и повели на допрос. Они всячески издевались над мальчиком. На следующий день немцы вывели Мишу за сарай и расстреляли. Фашисты стреляли в тринадцатилетнего мальчика разрывными пулями. На теле Миши мы обнаружили две раны на груди и одну на левой ноге..."
```

15 декабря 1941 года в два часа дня войска Красной Армии, силами частей 371-й стрелковой дивизии 30-й армии освободили город Клин, отодвинув позиции немцев на Запад. Тогда и был за сараями обнаружен расстрелянный Михаил Балакирев.
Он был похоронен в мемориале на Первомайском проспекте в городе Клину.

## Память
- Одна из улиц Клина названа именем героя-пионера.
- О Мише Балакиреве имеется архивная информация в местном Доме творчества детей и в музее города Клина.
- В Первомайском сквере установлен памятник на братской могиле советских воинов, здесь же сооружён обелиск посвященный Мише Балакиреву.